# Лісабонський землетрус
Лісабо́нський землетру́с — великий землетрус, що відбувся 1 листопада 1755 року, о 9:20 ранку, біля південно-західного узбережжя Португалії. Епіцентр — східний Атлантичний океан, приблизно за 200 кілометрів на південний захід від півострова Святого Вінсента. Магнітуда — 8,5–9,0 балів за шкалою Ріхтера. Знищив португальську столицю Лісабон та багато прибережних поселень. Був одним із найруйнівніших і смертоносніших землетрусів в історії. Забрав життя до 100 тисяч осіб за 6 хвилин. Після сейсмічних поштовхів виникла пожежа і цунамі, які збільшили масштаб катастрофи. Загострив політичні суперечності в Португалії, став темою обговорень європейських філософів доби Просвітництва, призвів до розробки концепції теодіцеї. Перший вивчений європейською наукою землетрус, що послужив поштовхом до зародження новітньої сейсмології. Також — великий Лісабонський землетрус, землетрус 1755 року (порт. sismo de 1755, terramoto de 1755).

## Землетрус

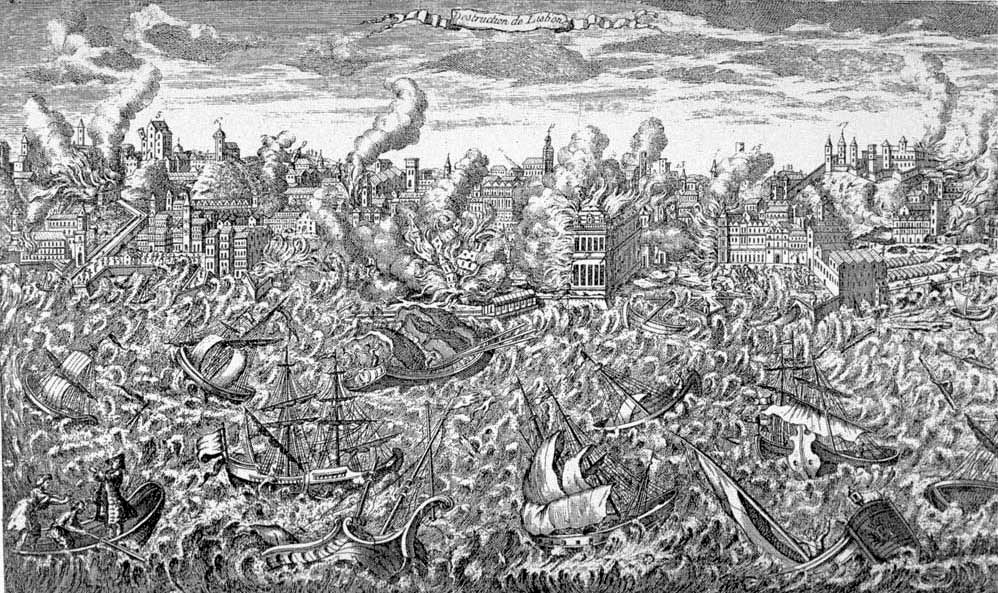
Зображення руїн Лісабона в полум'ї пожеж і цунамі, що накриває кораблі в гавані. Гравюра 1755 р.

Землетрус відбувся вранці 1 листопада в католицьке свято — День усіх святих. Згідно з описами, що збереглися, землетрус тривав від трьох з половиною до шести хвилин, викликавши величезні тріщини в землі, шириною до п'яти метрів, що відокремили центр міста від решти суші. Уцілілі в живих спрямувалися до доків, що здавалися безпечними, і побачили, що вода відступила, — було видно дно моря з численними уламками кораблів і вантажів. Через декілька хвилин після землетрусу величезне цунамі накрило гавань і центр міста, піднявшись угору за течією річки Тежу. За ним відбулися ще дві хвилі. Райони міста, яких цунамі ще не зачепила, були знищені пожежами, що тривали протягом п'яти днів.
Лісабон був не єдиним португальським містом, що постраждало в цій катастрофі. У всіх південних районах країни, зокрема, в провінції Алгарве, руйнування були колосальними. Поштовхи відчувалися по всій Європі, аж до Фінляндії і в Північній Африці. Цунамі заввишки до 20 метрів обрушилося на узбережжя Північної Африки і островів Мартиніка і Барбадос в Північній Атлантиці. Триметрове цунамі завдало руйнування південному узбережжю Англії.
З 275 тис. людей, що населяли місто, загинуло понад 90 тис. Ще 10 тис. загинуло на середземноморському узбережжі Марокко. 85 % будівель було зруйновано, включаючи знамениті палаци, бібліотеки, так само, як і найкращі зразки характерної португальської архітектури 16 століття. Будівлі, які не були зруйновані землетрусом, стали здобиччю вогню. Нову будівлю Опери, відкриту всього шістьма місяцями раніше (під нещасливою назвою Опера Фенікс), землетрус зрівняв із землею.
Королівський палац, який знаходився прямо за річкою Тежу на місці сучасної площі Терейру ду Пасу (порт. Terreiro do Paço), був повністю ліквідований землетрусом і цунамі. У палацовій бібліотеці знаходилася королівське зібрання книжок з близько 70 тис. томів, а також сотні творів мистецтва, включаючи картини Рубенса, Тіциана і Караваджо. Усе це було безповоротно втрачено. Разом з палацом загинули і королівські архіви з описами подорожей Вашку да Гами і інших мореплавців. Було зруйновано велику кількість церков, соборів і найбільшу лікарню міста. Могила національного героя — Нуну Алвареша Перейри була втрачена. Гості Лісабона досі можуть відвідати руїни монастиря Карму (порт. Carmo), які так і не були відновлені лісабонцями.
Описано, що багато тварин передчували небезпеку і прагнули забратися на підвищені місця до прибуття води. Це перший задокументований опис цього феномена в Європі.

## Соціальне і філософське значення катастрофи

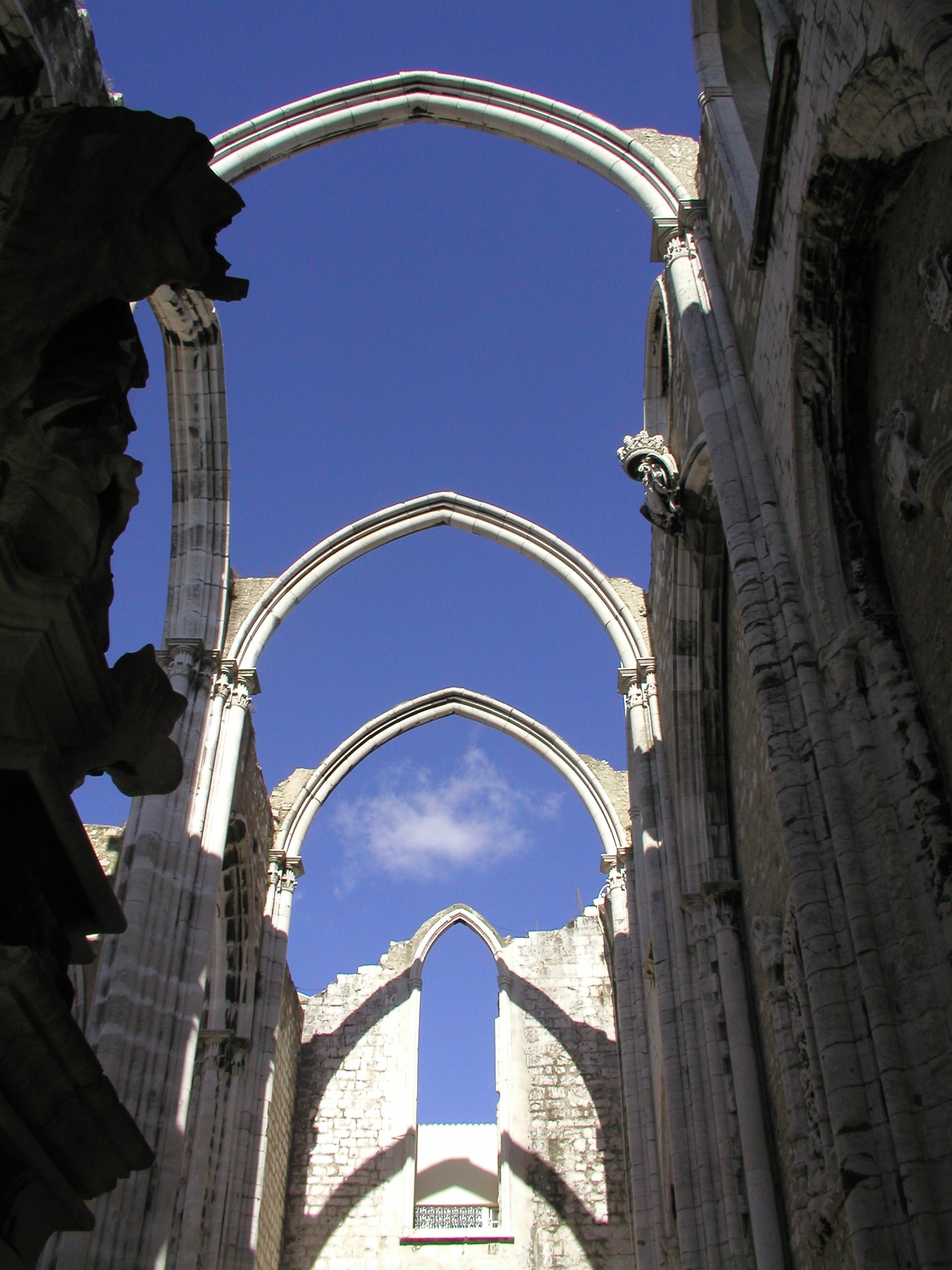
Уцілілі після землетрусу залишки жіночого монастиря Карму (Carmo) як згадка про жахливу трагедію

Наслідки землетрусу не обмежилися зруйнованими будинками. Лісабон був столицею релігійної католицької країни, що побудувала багато церков і що займалася місіонерством у колоніях. Більш того, стихія обрушилася на місто у важливе католицьке свято і зруйнувала майже всі церкви. Ця катастрофа з новою гостротою поставила перед філософами і теологами 18 століття питання про «жорстокість Бога».
Землетрус сильно вплинув на мислителів Епохи Просвітництва. Багато філософів того часу згадали цю подію у своїх творах, особливо Вольтер у «Кандіді» («Оптиміст») і «Поемі на лихо в Лісабоні». Примха стихії навела вольтерового Кандіда на сатиру в адресу ідеї, що ми живемо в «найкращому з можливих світів»; як написав Теодор Адорно, «Лісабонський землетрус вилікував Вольтера від теодіцизму Лейбніца». Нині за впливом на філософію і культуру Лісабонський землетрус часто порівнюють з Холокостом[джерело?].
Концепція Божого втручання, хоча вона й існувала до 1755 року, була розроблена у філософії Іммануїлом Кантом як частина його спроб осмислити жахливість землетрусу і цунамі. Кант опублікував три тексти про Лісабонський землетрус. У молодості він, зачарований землетрусом, зібрав всю доступну йому інформацію і використовував її для створення теорії про причини землетрусу. Кант вважав, що землетруси відбуваються в результаті обвалення величезних підземних печер. Будучи помилковою, ця концепція все ж таки стала однією з перших природничонаукових теорій, що пояснювали природні процеси природними, а не надприродними причинами. Брошура молодого Канта, можливо, поклала початок наукової географії і, безумовно, сейсмології.
Деякі дослідники (наприклад, Вернер Хамахер, див. Werner Hamacher (англ.)) стверджують, що землетрус впливав не тільки на розуми філософів, але і на їх мову. Стверджується, що саме землетрус дав додатковий сенс словам «основи, фундамент» і «струс, поштовх».

## Народження сейсмології

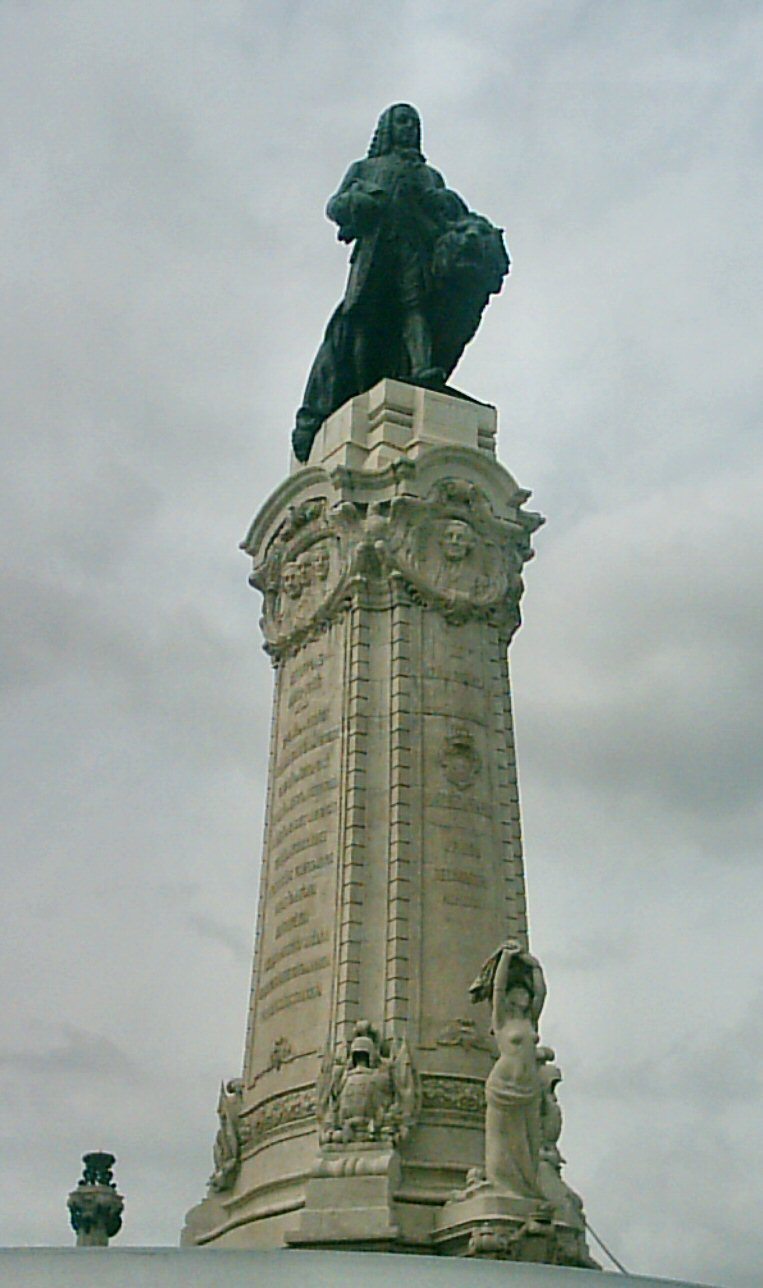
Статуя Маркіза де Помбала, що керував роботами з відновлення міста Лісабона

Дії тодішнього прем'єр-міністра не обмежилися відновленням руйнувань. Маркіз де Помбал наказав розіслати у всі провінції країни опитування про землетрус і його наслідки. Опитування включало такі питання:
- Як довго тривав землетрус?
- Скільки було афтершоків?
- Якого типу руйнування трапилися?
- Чи не поводилися дивно тварини (це питання передбачило дослідження китайських сейсмологів в 1960-х роках)?
- Що відбулося із стінами і колодязями?

Відповіді на ці та інші питання досі зберігаються в національному архіві Португалії. Вивчаючи ці точні дані, сучасним ученим вдалося реконструювати подію. Без опитування, проведеного Помбалом, це було б неможливим. Оскільки Помбал був першим, хто спробував дати об'єктивний науковий опис різноманітних проявів і наслідків землетрусів, то він вважається прапрадідом сучасної сейсмологічної науки.
Геологічні причини, що викликали цей землетрус, і сейсмічна активність регіону продовжують обговорюватися сучасними вченими.